# Jiří Šindelář
Jiří „Dědek” Šindelář (ur. 3 stycznia 1949 w Pradze, zm. 5 stycznia 2009 tamże) – czeski muzyk rockowy, basista. Był związany z zespołem Katapult (zał. 1975).